# تخونوه (أغنية)
تخونوه أغنية من غناء عبد الحليم حافظ ومن ألحان وتوزيع بليغ حمدي وكلمات إسماعيل الحبروك. صدرت الأغنية في 7 أكتوبر 1957 في فيلم المخرج صلاح أبو سيف «الوسادة الخالية» بطولة عبد الحليم حافظ ولبنى عبد العزيز.

## إسماعيل الحبروك (1925 - 1961)
شاعر غنائي وصحفي وناقد وكاتب وأديب مصري، تدرج في العمل داخل العديد من المؤسسات الصحافية، وحصل على وسام النجمة المغربي وعلى جائزة الدولة عن أحسن أغنية هادفة وأحسن مقال.

## بليغ حمدي (1932 - 1993)
بدأ بليغ حمدى حياته مغنياً بالإذاعة المصرية ثم اتجه إلى التلحين وبدأ بأغنية «ليه لأ» وأغنية «فاتني ليه» للمغنية فايدة كامل، ثم أغنية «متحبنيش بالشكل ده» للمغنية فايزة أحمد، وفي عام 1957 بدأ مشوار التلحين المتميز مع عبد الحليم حافظ بأغنيته هذه «تخونوه»، ومنذ الخمسينيات وحتى منتصف السبعينيات، قدّم بليغ حمدي 30 أغنية لعبد الحليم حافظ، وربطت بينهما علاقة قوية. ساءت العلاقة بسبب ان حليم كان يعشق مداعبة بليغ لدرجة السخرية والضحك الهستيري، على عكس طبيعة بليغ الهادئة الذي كان لا يميل إلى الصوت العالِ، وكان لا يفضل التعامل مع الكثير من الناس، وفي إحدى المرات، لم يتحمل بليغ مزاح حليم ومقالبه في حفل خاص، وقرر عتابه عتابًا رقيقاً، إذ لم يستطع مواجهة حليم، لذلك كتب خطابًا جاء فيه: «أود فقط لفت انتباهك لتعليقك الساخر اليوم ونحن في السهرة قد جرحني جرحاً اليماً، برجاء عدم التعامل مع مشاعري بهذا الاستخفاف والاستهانة بحب عظيم لا أظن أنه يمكنك أن تفهمه. برجاء عدم الاتصال بغرض الاعتذار الأيام التالية حتى اصفو لك تماماً وأستطيع الكلام معك ثانية». تغيرت العلاقة بين حليم وبليغ إلى النقيض تمامًا، وفاجأ عبد الحليم جمهوره ذات مرة حينما ووصف بليغ بالإرهابي الفني، وعلل بليغ ذلك، قائلا: «حليم تصور أنني لا أهتم به الاهتمام الكامل كوني أتعاون مع مطربين آخرين، ولكن هذا مخالفًا للواقع تمامًا».

## الأغنية والفيلم
غنى عبد الحليم (صلاح) «تخونوه» في فيلم «الوسادة الخالية»، بعد فشل قصة حب مع لبنى عبد العزيز (سميحة)، وهو في كباريه مع أصدقاؤه أحمد رمزي (فايز) وعبد المنعم إبراهيم (حسن)، بينما تجلس بجواره حزينة على حاله الممثلة كوثر شفيق (سنية) التي تزوجت من المخرج عز الدين ذو الفقار بعد طلاقه من فاتن حمامة عام 1954. قدم عبد الحليم حافظ أربعة أغنيات في الفيلم بالإضافة لأغنية تخونوه، مع ثلاثة ملحنين آخرين: أول مرة تحب (الملحن منير مراد) ومشغول (الملحن محمد الموجي) وأسمر يا أسمراني وفي يوم من الأيام (الملحن كمال الطويل).

## تطور الإعداد للفيلم
كانت قصة إحسان عبد القدوس «الوسادة الخالية» قد نشرت في حلقات في مجلة روز اليوسف، وأعجبت عبد الحليم حافظ واشترى حقوقها المنتج رمسيس نجيب لتبدأ زوجته لبنى عبد العزيز بهذا الدور العمل كممثلة. رفض المخرج صلاح أبو سيف إسناد البطولة لعبد الحليم حافظ، حيث أن الدور يحتاج لشاب رياضي يشرب ويسكر ولا يحتاج الدور للغناء. حسم عبد الحليم المشكلة حيث قال للمخرج: «أستاذ صلاح حضرتك عمرك ما غنيت وأنت أمام المرايا بتحلق دقنك؟» واستطرد: «الغناء ليس حكرا على المطربين، ده أحنا أقل ناس بنغني في بيوتنا». أقتنع أبو سيف ونجح الفيلم ووضع لبنى عبد العزيز في مصاف بطلات السينما المصرية. نشرت البوابة الالكترونية لصحيفة الوفد المصرية 04 نوفمبر 2018 صورة إيصال من المنتج رمسيس نجيب بمبلغ الف جنيه مصري كدفعة من أجر عبد الحليم للتمثيل في فيلم «الوسادة الخالية».

## قصة الأغنية
قدم بليغ حمدي للفنانة ليلى مراد أغنية «تخونوه» لتكون أول تعامل بينهما وتعاقدت ليلى مراد مع شركة الإنتاج على تسجيلها ضمن اسطوانتها الجديدة. وفعلا سجّلت منها المذهب. كان بليغ حمدي في استوديو الإذاعة، وقابله عبد الحليم حافظ فقال له عبد الحليم: ماذا تفعل هنا؟ وأجاب بليغ: جئت لتسجيل أول لحن لليلى مراد، فقال عبد الحليم: «اريد ان اسمعها»، وعندما غنى بليغ قال عبد الحليم: «الأغنية اريدها في فيلمي الجديد»، وعندما أوضح بليغ حمدي لعبد الحليم أن ليلى مراد متعاقدة عليها، طلب عبد الحليم منه أن يتوسط له لدى ليلى مراد لتتنازل له عن الأغنية، وحدث ذلك، وأصبحت الأغنية من نصيب عبد الحليم حافظ.

## خطاب من ليلى مراد إلى عبد الحليم حافظ
كتبت ليلى مراد رسالة إلى عبد الحليم حافظ عندما علمت برغبته في غناء «تخونوه»، وجاء في رسالتها: «الفنان الجميل صاحب الصوت المميز عبد الحليم حافظ لقد حضر عندي الشاب الملحن بليغ حمدي وقد طلب منى التنازل عن غنوة تخونوه علشان تغنيها في فيلمك الجديد (الوسادة الخالية) على حد علمي، وعلى فكرة الموضوع كان مفاجأة لي لأني قمت فعلاً بتسجيل الجزء الأول من الغنوة هذا أولاً، ثانيًا الأستاذ إسماعيل الحبروك لابد له من الموافقة يعنى الموضوع مش خاص بي ولكن هناك عدة أطراف وهناك شركة اسطوانات والعقد المتفق عليه بيني وبينهم، وتابعت ليلى مراد:» ولكن على فكرة أنا موافقة من ناحيتي أنا، المهم الأستاذ إسماعيل الحبروك، أنا هحاول أوضح له الأمر وهكون سعيدة بتقديم أي شيء يكون سبب في نجاحك يا عبد الحليم، وسوف أتنازل عن أي حقوق مادية أو قانونية خاصة بي، وطبعًا أنا عارفة إن بليغ موافق لأنه هو اللي عرض عليا الموضوع، وبليغ قال إنه في غاية الحرج منى علشان الغنوة، وإنه جاء بناء على طلبك أنت، وعلى فكرة أنا سعيدة جدًا بهذا الطلب منك، أنا غنيت كتير جدًا يا عبد الحليم وأنا دائماً أحب أن أرى نجاح الشباب وأحب دائما الوقوف إلى جانبهم وخاصة أنت لأن ظروفك في البداية زى ظروفي، وأنا وجدت التشجيع من الأستاذ عبد الوهاب وسوف أكلم الأستاذ إسماعيل الحبروك وأقول له إن وجود الأغنية في فيلم سوف يكون أفضل من أسطوانة وإن شاء الله سوف يوافق.

## نسخة «تخونوه» بصوت وردة
شاهدت الشابة وردة فيلم "الوسادة الخالية" في إحدى دور العرض في فرنسا، واعجبتها أغنية «تخونوه». تحدث الإعلامي الراحل وجدي الحكيم عن حب وردة لبليغ، بعدما تلقت دعوة لزيارة مصر: "كانت وردة سعيدة للغاية لأنها ستلتقي بليغ حمدي الملحن الذي قدم لحن أغنية تخونوه، وذهب بليغ إلى وردة لتقديم أول لحن لها، وصارحني بليغ: "أنا عمري في حياتي ما اهتزيت لعاطفة امرأة إلا لما شوفت وردة أول مرة وأنا بسلم عليها".
قرر بليغ حمدي الذهاب بصحبة وجدي الحكيم ومجدي العمروسي، ليتقدم لخطبة وردة، ولكن والدها رفض استقبالهم على باب المنزل، ورفض زواجه من ابنته. عادت وردة مع عائلتها إلى الجزائر، وتزوجت وأنجبت وابتعدت عن الفن.
انفصلت وردة عن زوجها وعادت للغناء وتزوجت بليغ حمدي عام 1972. بالإضافة لأغاني كثيرة ناجحة قدمتها مع بليغ، اشترك الاثنان في غناء «تخونوه» التي حلمت بها وردة.
يشكك أسامة غريب من صحيفة المصري اليوم حيث كتب: «طبقاً للحكاية فإن وردة عندما سُئلت عن البداية قالت إنها تعلقت ببليغ منذ أول مرة سمعت فيها أغنية «تخونوه» التي لحنها لعبد الحليم حافظ، وكانت وردة في ذلك الوقت ابنة سبعة عشر عاماً ومازالت تعيش بفرنسا ولم تحترف الغناء بعد، ورغم ذلك فقد حدّثت نفسها بأنها سوف تتزوج هذا الملحن ذات يوم»، وتابع: «أنا لا أنفي قصة الحب بين وردة وبليغ، لكنها حال حدوثها لابد أن تكون حدثت بعد اللقاء والعمل المشترك في أوائل الستينيات، أما محاولة إقناعنا بأن لحن أغنية «تخونوه» هو السبب، فهو كلام لا ينطلى على طفل، خصوصاً أن الطلاق قد وقع بينهما بعد سنوات قلائل من الارتباط، وقد يصح القول أن سؤال» تخونوه؟«يصلح في تفسير الطلاق أكثر مما يصلح لتبرير الحب عن بُعد دون مناسبة».

## نسخ أخرى للأغنية
غنت شيرين عبد الوهاب «تخونوه»، كما غناها زياد برجي (مغني وممثل لبناني) في برنامج «ليلة أنس» في محطة تلفزيون دبي. غناها أيضا يحيى عبد الحليم في صالون المنارة 3/1/2018، وغنتها هبة إسماعيل ومصطفى سعد على مسرح الجمهورية من «فرقة أوبرا الإسكندرية للموسيقى والغناء العربى» بقيادة المايسترو عبد الحميد عبد الغفار 29-3-2012، قدمت الأغنية أيضاً أنوشكا، واللبناني مروان خوري.

## كلمات الأغنية
تخونوه وعمره ماخانكم ولا اشتكى منكم
تبيعوه وعمره ماباعكم ولا انشغل عنكم
قلبي قلبي ليه تخونوه
قلبي اللي فاتني وعاش معاكم وقال حبايبي
عايش معاكم على هواكم والاسم قلبي
يخاصمني لما تخاصموني يصالحني لما تصالحوني
قلبي قلبي ليه تخونوه
قلبي اللي راح منه شبابه بين شوق وحنين
باع في هواكم أحبابه بعتوا انتو مين
وضحى الدنيا عشانكم باع جنتي واشتري ناركم
قلبي قلبي ليه تخونوه
قلبي اللي مهما يشوف منكم عايش بينكم
ويبعدوه الناس عنكم برضه شاريكم
مالوش غير انتو أحبابه انتو هناه وانتو عذابه
قلبي قلبي ليه تخونوه

## وصلات خارجية
https://www.youtube.com/watch?v=ZhSRg3Qcywc تخونوه (أغنية)
https://www.youtube.com/watch?v=T9fcDecAGrM تخونوه (أغنية)
https://www.youtube.com/watch?v=r0pabLFhfmE تخونوه (أغنية)
https://www.youtube.com/watch?v=r0pabLFhfmE تخونوه (أغنية)
https://www.youtube.com/watch?v=x3xa4P0EoHI تخونوه (أغنية)